# NGC 5418
NGC 5418 este o radiogalaxie situată în constelația Boarul. A fost descoperită în 24 aprilie 1830 de către John Herschel. Se află la o distanță de 41,88 de megaparseci de Pământ.